# Božena di Boemia

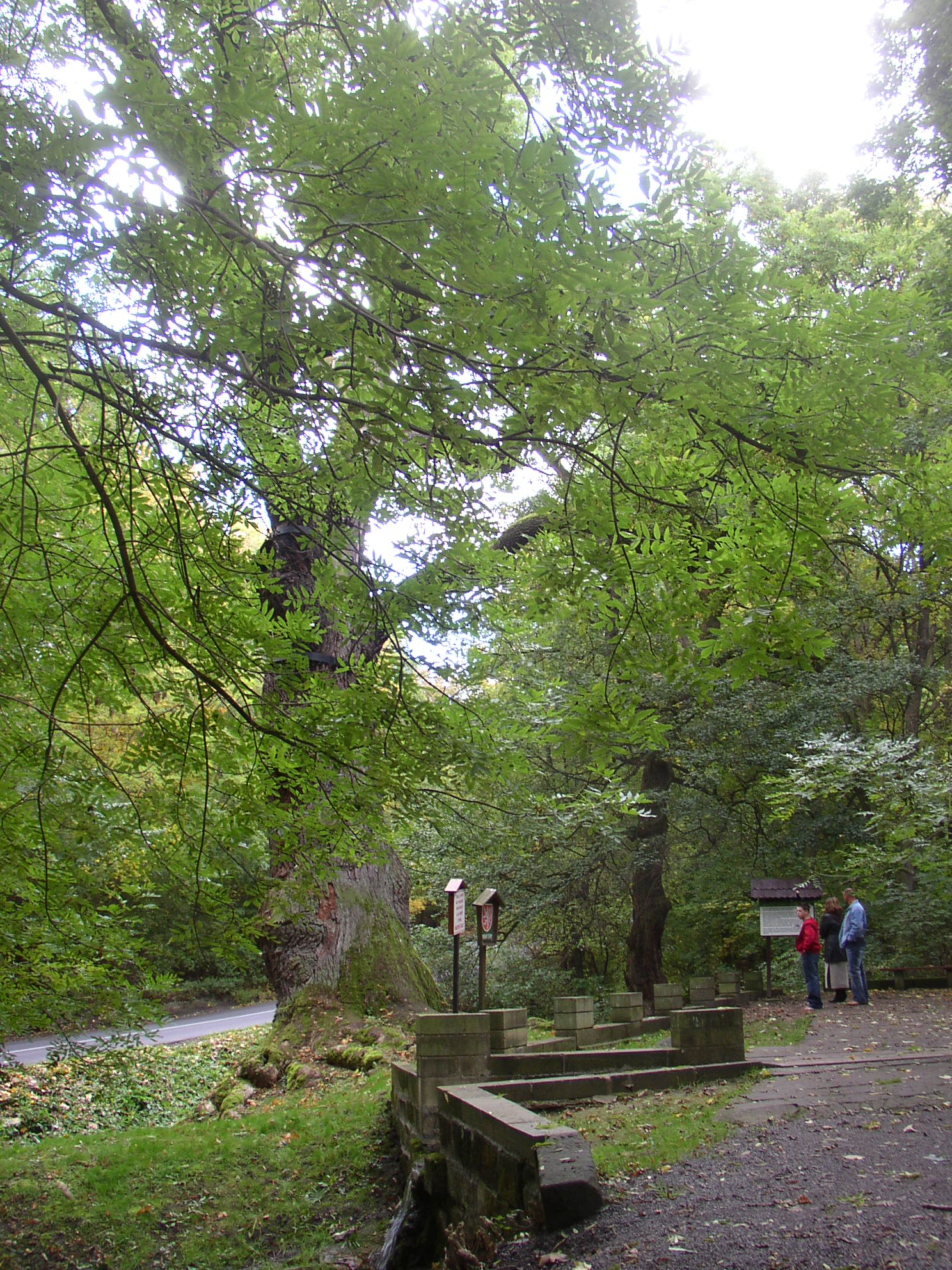
Quercia di Oldřich a Peruc, dove probabilmente si incontrarono Ulrico/Oldřich e Božena.

Božena (Křesinová) (... – 1052) fu la seconda moglie (e probabilmente prima l'amante) del duca Ulrico/Oldřich di Boemia e madre di Bretislao I di Boemia.

## L'incontro di Ulrico e Božena
Lo storico Cosma di Praga ha trasmesso la leggenda di Ulrico e Božena, nella sua Chronica Boëmorum ("Cronaca dei Boemi"). Secondo la leggenda, il giovane (e sposato) Ulrico partì per una caccia e si recò a Peruc. Lì, spiò una bella contadina, Božena, noto oggi come la primavera di Božena e fu subito incantata da lei.
Ulrico abbandonò la sua caccia e portò Božena a Praga, dove alla fine diede alla luce suo figlio illegittimo Bretislao. Nella leggenda, il primo incontro di Ulrico con Božena ebbe luogo dove oggi vi è la quercia di Oldřich.
Božena fu davvero la salvatrice della dinastia ceca dei Přemyslidi. Ulrico aveva due fratelli, ma uno di loro, Jaromír, fu castrato dal fratello maggiore, Boleslao III. Quest'ultimo invece fu imprigionato in Polonia, probabilmente avendo solo una figlia. Così Ulrico fu l'unico Přemyslide in grado di avere un figlio ed un erede. Si pensa che dalla sua prima moglie non abbia avuto figli.
Il basso rango di Božena è menzionato nella cronaca di Cosma, in cui si afferma che Ulrico la incontrò per la prima volta "cavalcando attraverso il villaggio". Si ritiene che la nascita illegittima di suo figlio Bretislao da una madre di basso rango gli abbia reso necessario il ricorso al rapimento quando in seguito cercò di sposare una nobile (Giuditta di Schweinfurt). Ad ogni modo, era considerata una contadina già dall'autore della Cronaca di Dalimil di inizio XIV secolo.